# Köbi Kuhn
Jakob "Köbi" Kuhn (12. oktober 1943 - 26. november 2019) var en schweizisk fodboldspiller (midtbane) og -træner, der både spillede for og trænede det schweiziske landshold i en årrække.

## Karriere som spiller
Kuhn tilbragte hele 16 år hos FC Zürich i sin fødeby, og var i en årrække også holdets anfører. Han var med til at vinde intet mindre end seks schweiziske mesterskaber med klubben. Han var i ikke mindre end 14 år aktiv på det schweiziske landshold, som han debuterede for 11. november 1962 i en EM-kvalifikationskamp mod Holland. Han repræsenterede holdet ved VM 1966 i England. Her spillede han én af schweizernes tre kampe i turneringen, hvor holdet blev slået ud efter lutter nederlag i det indledende gruppespil.
I 1976 blev Kuhn kåret til Årets fodboldspiller i Schweiz.

## Trænerkarriere
Kuhn er kendt for sine syv år som landstræner for Schweiz. Inden da havde han allerede stået i spidsen for både sin gamle klub som aktiv, FC Zürich, og det schweiziske U21-landshold. I sin tid som træner for schweizernes A-landshold var han med til at kvalificere holdet til først EM 2004 i Portugal, hvor holdet blev slået ud efter det indledende gruppespil. Ved VM 2006 i Tyskland gik Schweiz, under Kuhns ledelse, videre fra gruppespillet uden at lukke et eneste mål ind, inden man blev slået ud efter straffesparkskonkurrence af Ukraine i 1/8-finalen.
Kuhns trænerkarriere sluttede med EM 2008 på hjemmebane, hvor schweizerne skuffede og blev slået ud i gruppespillet.

## Titler
Schweizisk mesterskab
- 1963, 1966, 1968, 1974, 1975 og 1976 med FC Zürich

Schweizisk pokal
- 1966, 1970, 1972, 1973 og 1976 med FC Zürich